# Otto Friedrich von der Groeben

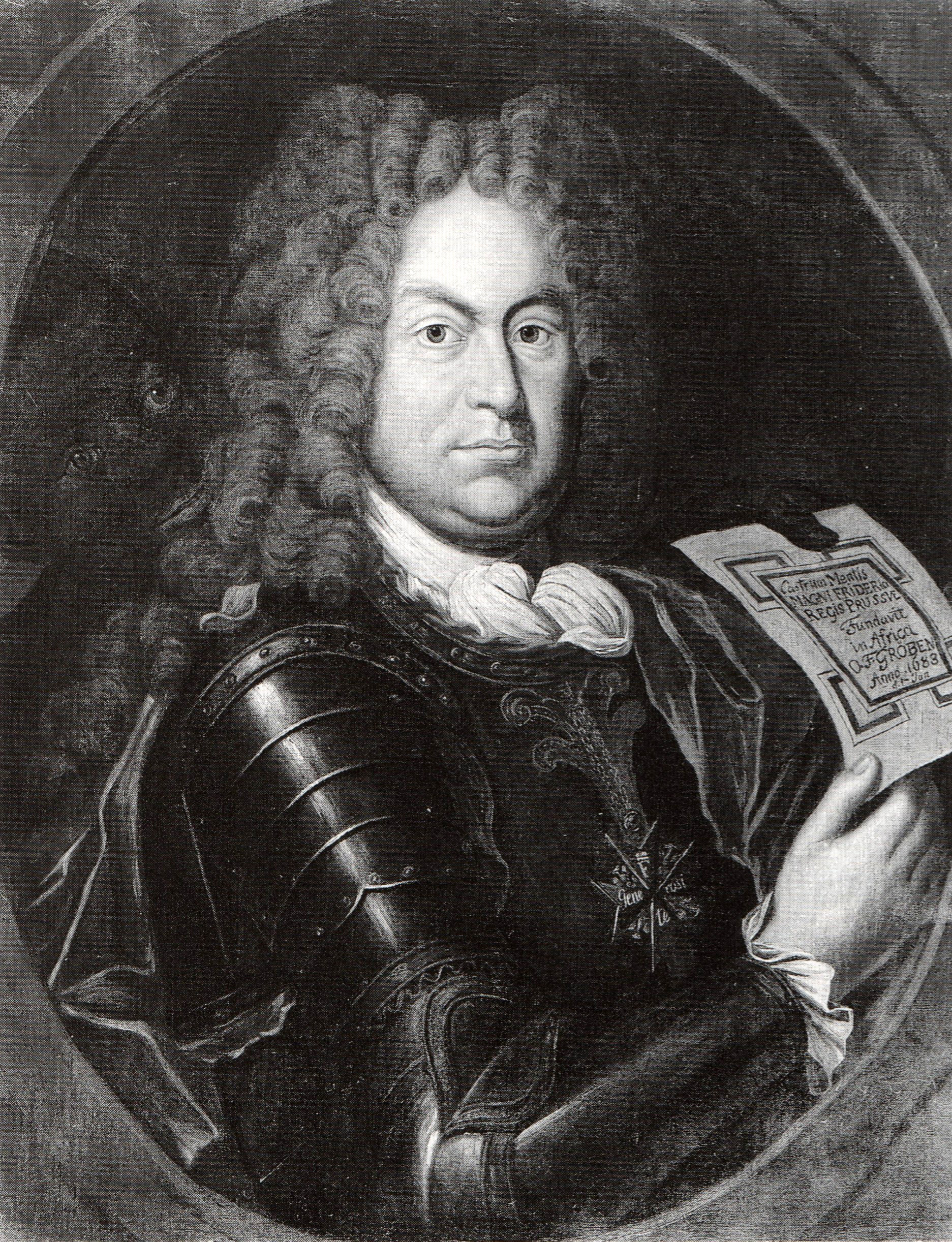
Otto Friedrich von der Groeben, 1700.

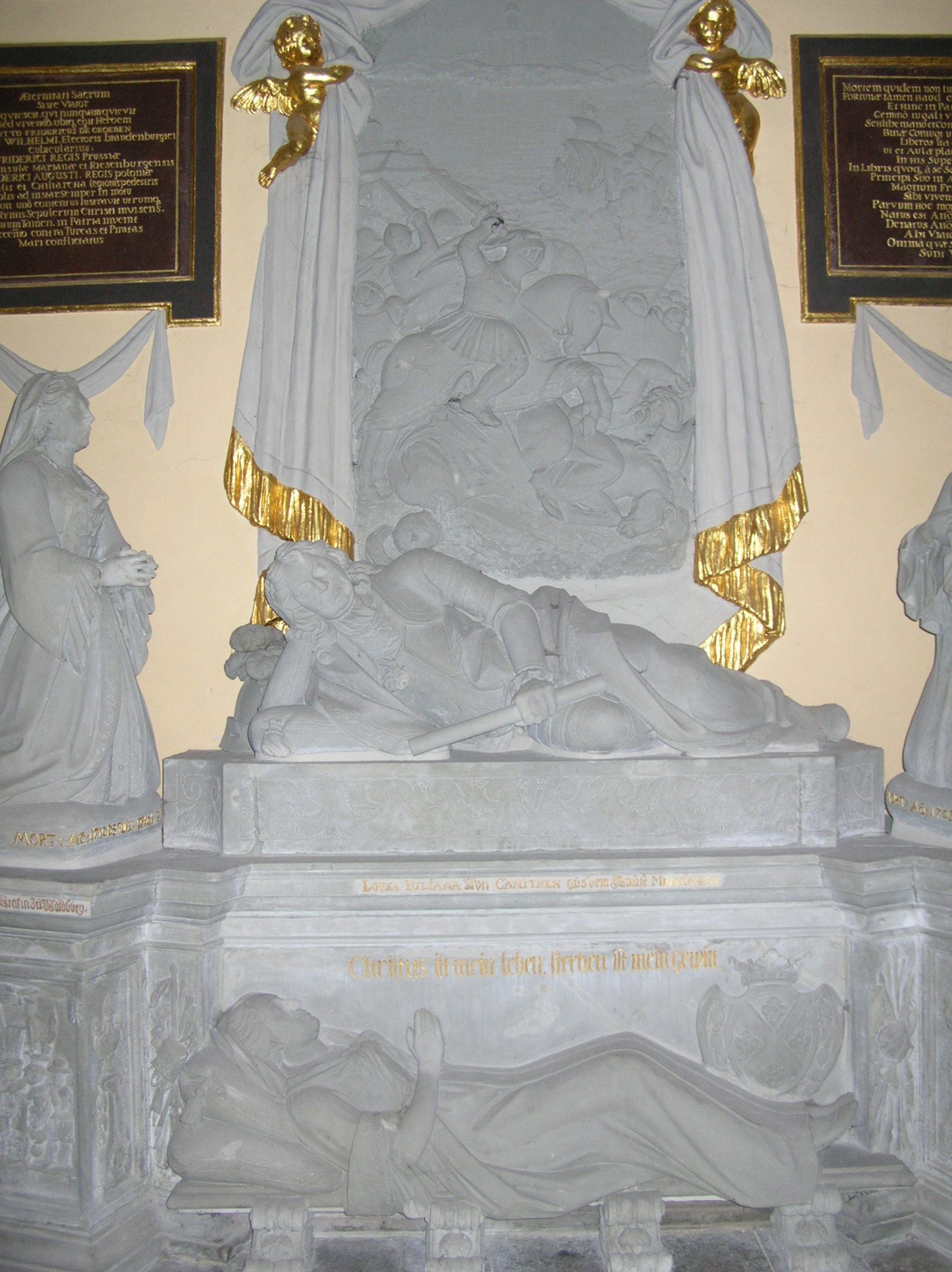
Epitafio de Otto Friedrich von der Groeben en la Catedral de Kwidzyn.

Otto Friedrich von der Groeben (16 de abril de 1657 - 30 de junio de 1728) fue un explorador y oficial prusiano, y Teniente General alemán en el servicio polaco.

## Biografía
Von der Groeben nació en Napratten (actualmente Napraty, Polonia), hijo del General Georg Heinrich von der Groeben. Inició un viaje a través de Italia, Malta, Egipto, Palestina y Chipre con 17 años de edad y retornó en 1680.
Después de que Philipp Pietersen Blonck, un navegante en el servicio prusiano, hubiera aterrizado en el Cabo de los Tres Puntos (moderna Ghana) y firmado un tratado de amistad con los jefes locales de los Ahanta (Pregate, Sophonie y Apany) en 1680, fue fundada la Compañía Brandenburgisch-Afrikanische en 1681 y fue organizada una nueva expedición. En 1682 el Elector Federico Guillermo de Brandeburgo asignó a von der Groeben el mando de una expedición colonial de Brandeburgo, que se suponía que debía adquirir una colonia en la costa de Guinea. La pequeña flota de la Marina de Brandeburgo consistía del Morian (32 cañones, 60 hombres de tripulación) y el Churprinz von Brandenburg (12 cañones, 40 hombres de tripulación) y se hizo a la mar el 16 de mayo de 1682.

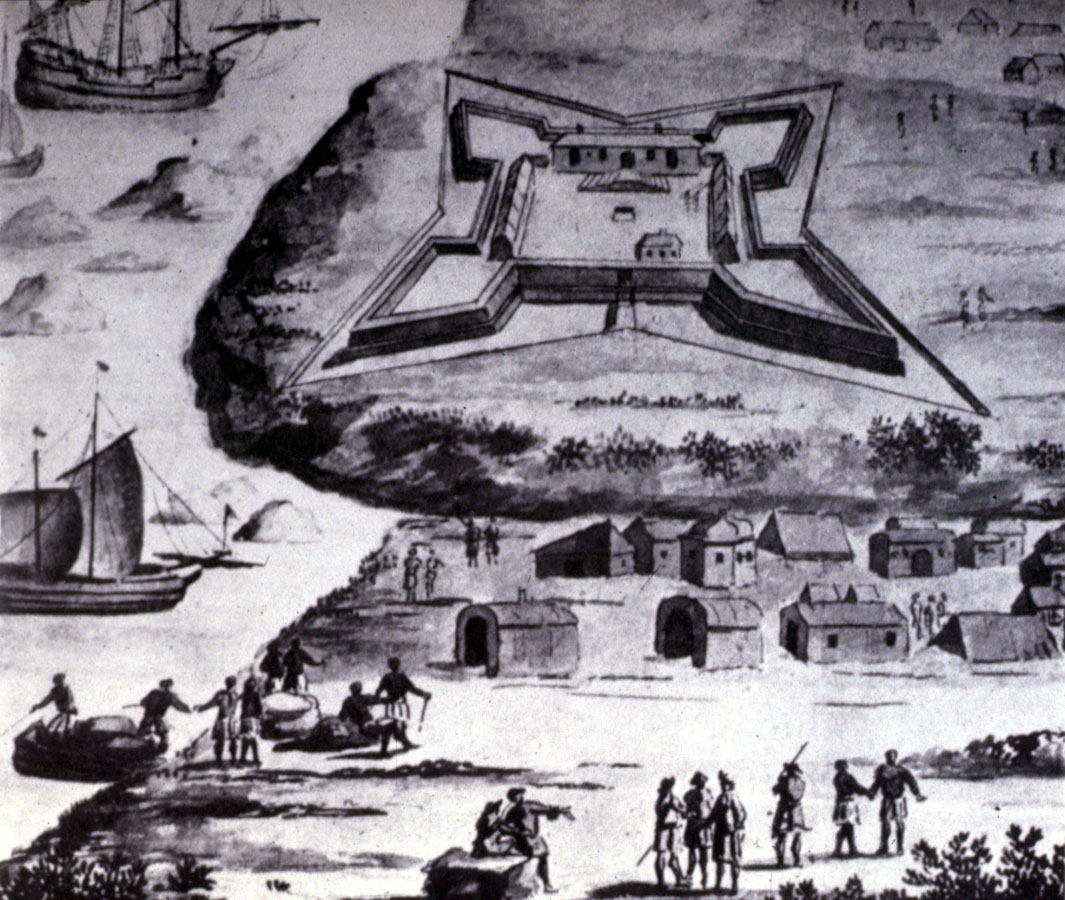
La fortaleza de Gross Friedrichsburg.

Llegaron cerca de la villa de Accada el 27 de diciembre de 1682, hizaron la bandera de Brandeburgo el 1 de enero de 1683 cerca de la moderna Princes Town y empezaron la construcción de una fortificación, que fue llamada Fuerte Groß Friedrichsburg. El 5 de enero de 1683, el tratado con los Ahanta fue renovado.
La guarnición sufrió de enfermedades y von der Groeben enfermó de fiebre tropical. Pasó el mando de la fortaleza a Philipp Pietersen Blonck y retornó a Prusia en el verano de 1683.
En honor a la fundación de la primera colonia de Brandeburgo, se le otorgó el derecho prospectivo de Amtshauptmann de Marienwerder und Riesenburg en sucesión a la de su padre.
En 1686 von der Groeben ingresó en el servicio veneciano y luchó contra las tropas turcas en Morea. El 3 de enero de 1688 fue ascendido a oberst en el Ejército prusiano, después de 1704 Kammerherr real prusiano.
En 1719 von der Groeben ingresó en el Ejército polaco y fue promovido a mayor general y después a teniente general.
Von der Groeben se casó tres veces y tuvo 20 hijos. Murió el 30 de enero de 1728 en sus fincas cerca de Marienwerder.

## Publicaciones
- Orientalische Reise-Beschreibung, des brandenburgischen Pilgers Otto Friedrich von der Gröben: Nebst d. Brandenburgischen Schifffahrt nach Guinea und der Verrichtung zu Morea, unter ihrem Titel, Marienwerder 1694
- Guineische Reise-Beschreibung, Marienwerder 1694
- Des edlen Bergone und seiner tugendhafften Areteen denckwürdige Lebens- und Liebesgeschichte : Zum Nutz u.Vergnügen edeler Gemüther ... welche daraus die Sitten und Gebräuche vieler Völcker u.d. ausführliche Beschreibung Italien, der Heiligen u. anderer Länder ersehen können., Datzig 1700
- Voorname Scheepsogt Van Jonkheer Otho Fridrich van der Greuben, Brandenburgs Edelman, Na Guinea, Met 2 Keur-Vorstelijke Fregatten, Gedaan in het Jaar 1682... : Verhandelende ... de gelegentheeden van verscheyde Zee-Kusten in Africa ... der Greyn-kust, Tand- of Quaqua-kust, Goud-kust ..., en des Reysigers Togt van daar na Terra Nova in America gelegen : Als mede den Aart, Zeeden, Gewoontens, ... ; Door den Reysiger selfs opgeteeknet en nu ... uyt het Hoogduyts vertald ; Met ... Register en Konst-Printen... enthalten in: Johan Lodewyk Gottfried, De Aanmerkens-waardige Voyagien Door Francoisen, Italiaanen, Deenen, Hoogduytsen en andere Vreemde Volkeren gedaan Na Oost- en West-Indien... Het 2.Stuk, Leiden 1706